# Ochthera exsculpta
Ochthera exsculpta är en tvåvingeart som beskrevs av Friedrich Hermann Loew 1862. Ochthera exsculpta ingår i släktet Ochthera och familjen vattenflugor.
Artens utbredningsområde är Kuba. Inga underarter finns listade i Catalogue of Life.